# ムサ・ナストゥエフ
ムサ・ナストゥエフ（Mussa Nastuev　1976年1月22日- ）はウクライナの柔道家。階級は66kg級。身長170cm。

## 人物
1999年のユニバーシアード66kg級で2位になった。2000年のシドニーオリンピックには出場できなかった。2001年の世界選手権では決勝まで進むも、イランのアラシュ・ミレスマイリに掬投で敗れたが銀メダルを獲得した。2002年のヨーロッパ選手権では3位となった。2004年のアテネオリンピックでは初戦で敗れた。

## 主な戦績
- 1997年 - 世界軍人選手権大会　65kg級　3位
- 1998年 - ロシア国際　2位
- 1999年 - ロシア国際　2位
- 1999年 - ユニバーシアード　2位
- 2001年 - チェコ国際　優勝
- 2001年 - 世界選手権　2位
- 2002年 - ヨーロッパ選手権　3位
- 2004年 - ロシア国際　3位